# Rajani Thiranagama
La docteure Rajani Thiranagama, née Rajasingham le 23 février 1954 et morte le 21 septembre 1989, est une militante tamoule sri lankaise des droits humains et féministe, assassinée par les Tigres de libération de l'Îlam tamoul après avoir dénoncé leurs actes. Au moment de son assassinat, elle dirige le département d'anatomie de l'université de Jaffna et est membre active de la branche de Jaffna de University Teachers for Human Rights (en), dont elle est l'une des membres fondateurs.

## Biographie
Rajini Rajasingham naît à Jaffna, dans le Nord du Sri Lanka, de parents chrétiens tamouls sri lankais de la classe moyenne. Elle est la deuxième de quatre filles. En 1973, elle intègre l'université de Colombo pour y étudier la médecine. À l'université, elle milite activement et s’intègre à la vie politique du campus.
Au cours de son séjour à l'université de Colombo, elle rencontre un leader politique étudiant à l'université de Kelaniya (en), Dayapala Thiranagama, issu d'un milieu rural bouddhiste cingalais. Ils se marient en 1977. Ils ont deux filles, Narmada Thiranagama en 1978 et Sharika Thiranagama en 1980. Cette dernière épouse l'anthropologue Thomas Blom Hansen (en) et enseigne à l'université Stanford.
En 1978, Rajani Thiranagama commence sa première affectation en tant qu’interne à l'hôpital de Jaffna. Après la fin de son internat en 1979, elle se rend à Haldumulla pour y exercer sa profession de médecin. En 1980, elle retourne à Jaffna en tant que professeure d'anatomie à la nouvelle faculté de médecine. À cette époque, Jaffna est une zone de combat dans le contexte du début de la guerre civile du Sri Lanka.
Suivant sa sœur aînée Nirmala, alors membre des Tigres de libération de l'Îlam tamoul, Rajani Thiranagama en soigne les membres blessés. Sa sœur est emprisonnée en 1982 en vertu de la loi sur la prévention du terrorisme du Sri Lanka. En 1983, Rajani Thiranagama se rend en Angleterre grâce à une bourse du Commonwealth pour des études de troisième cycle en anatomie à l’université de Liverpool. Elle y lance une campagne pour la libération de sa sœur, tout en rejoignant le comité de Londres des Tigres de libération de l’Îlam tamoul pour éduquer les groupes de défense des droits de l'homme et d'autres organisations internationales sur les atrocités commises au Sri Lanka. Tout en continuant à écrire et publier des articles scientifiques, elle s'implique dans des organisations luttant pour les droits des femmes et contre la discrimination des Noirs britanniques et s'implique dans d’autres campagnes internationales pour la libération de prisonniers politiques.
Au fil du temps, elle repense sa position sur la lutte armée[réf. nécessaire]. Elle commence à critiquer le nationalisme étroit des Tigres et les atrocités commises par cette organisation, par la Force indienne de maintien de la paix et par les forces gouvernementales sri-lankaises contre la population civile tamoule de Jaffna. Elle commence à recueillir des preuves de violations des droits humains par ces organisations et fonde la branche de Jaffna de University Teachers for Human Rights. Elle co-écrit un livre intitulé The Broken Palmyra, qui documente les violences perpétrées à Jaffna dans les années 1980.
Quelques semaines après la publication du livre, le 21 septembre 1989, elle est abattue à Thirunelvely devant sa maison par un homme armé alors qu'elle rentre du travail à vélo. Les collègues de Rajani Thiranagama et sa sœur affirment qu’il s’agit de représailles des Tigres contre sa critique de leurs tactiques violentes.

## Postérité

### Film documentaire
En 2005, Sharika Thiranagama interprète le rôle de sa mère dans le film documentaire intitulé No More Tears Sister. Le film est produit par l'Office national du film du Canada et il est en visionnage gratuit sur leur site.

### Livre
Le roman en malayalam Sugandhi Enna Aandal Devanayaki de l'auteur TD Ramakrishnan décrit la vie et l'époque de Rajani Thiranagama. Il cite No More Tears Sister et lui dédie l’ouvrage.